# 日記の家
日記の家（にっきのいえ/にきのいえ・日記之家）とは、先祖代々の手による家の日記（家記）を伝蔵した公家の呼称。
「日記の家」の代表格は小野宮流藤原氏及び高棟王流桓武平氏である。他にも勧修寺流藤原氏が同様の家柄であったとされ、皇室や摂関家などにも同様の機能が存在していた。

## 概要
10世紀に外記局や弁官局などが持っていた律令制における公文書管理組織が解体していくと、儀式や公事の作法・判断の典拠として日記に記された先例故実の校勘に求めるようになり、そうした日記を多く所持していた家系がそれを理由として先例故実の家柄として公家社会において重要視されるようになった。こうした家々は院政期の頃から音楽の家柄である「楽の家」や武門の家柄である「弓馬の家」に倣って「日記の家」と呼ばれるようになった。
日記の家では歴代の当主が単に日記を執筆したり所持するだけでなく、家記から写本や抄本、部類記の作成や内容の研究を通じてそこに書かれた有職故実の内容を吸収するとともに、家記の喪失を防いで朝廷の官吏あるいは摂関家の家司・家礼として奉仕できる体制を整えることで家名の安定を図っていった。そのため、中世の公家社会においては日記の家に限らず、その家に相伝された家記は「知識的基盤」として、「経済的基盤」である家領とともに家産の主要部分とされ、その家の後継者（嫡男）に充てられた譲状・置文などによってその重要性や取り扱いについて記されるようになった。

## 日記の例

### 小野宮流藤原氏
- 『清慎公記』（藤原実頼）
- 『小右記』（藤原実資）
- 『春記』（藤原資房）

### 桓武平氏高棟流
- 『平知信朝臣記』（平知信）
- 『時範記』（平時範）
- 『時信記』（平時信）
- 『兵範記』（平信範）
- 『平戸記』（平経高）

### 勧修寺流藤原氏
- 『葉黄記』（葉室定嗣）
- 『吉記』（吉田経房）
- 『親長卿記』（甘露寺親長）
- 『宣胤卿記』（中御門宣胤）
- 『晴豊記』（勧修寺晴豊）